# 한국엄마문화협회
한국엄마문화협회는 우리농산물과 약용식물의 발굴·보전 및 상품화, 우리농산물지킴이 인재발굴`육성 등 목적으로 2004년 9월 30일 설립된 대한민국 농림수산식품부 소관의 사단법인이다. 사무실은 전라남도 순천시 연향동 1400-8에 있다.

## 주요 사업
- 우리 농산물과 약용식물의 발굴·보존 및 상품화와 전통원리를 이용한 음식문화의 보급과 연구 지원
- 우리 농산물을 이용한 소득원 개발 지원사업
- 우리 약용식물을 이용한 치료법 전파
- 우리 농산물을 지킬 수 있는 인재 발굴·육성 등